# Peintures murales de Kiev
Les fresques murales de Kiev sont une série de peintures murales peintes sur les façades de bâtiments de Kiev, en Ukraine depuis 2014. Plus de 160 œuvres sont réparties dans toute la ville, sur une superficie d'environ 285 kilomètres carrés. Ces peintures murales ne sont pas financées par le gouvernement, mais plutôt par des sponsors indépendants ou des groupes artistiques,,.
Depuis l'invasion de l'Ukraine par la Russie en février 2022, des peintures murales de Banksy sont apparues ; au moins une d'entre elles a été l'objet d'une tentative de vol.

## Liste des fresques

### La Reconstruction
La Reconstruction est une peinture murale du street artiste australien Fintan Magee, peinte en 2015. La peinture murale représente une femme seule avec un bouquet de branches dans les bras, debout dans l'eau jusqu'aux chevilles, apparemment après une inondation. Le thème des inondations revient dans de nombreuses œuvres de Magee, et l'œuvre semble représenter les premières étapes de la reconstruction après une catastrophe.

### Le Renouveau
Le Renouveau (ou Renaissance) est une œuvre conjointe du duo Seth & Kislow (Julien Malland et Oleksiy Kislow), considérée comme l'une des peintures murales les plus visibles de Kiev. Créée en avril 2014, la peinture murale représente les thèmes de la fierté ukrainienne et de l'espoir pour l'avenir.

### Saint-Georges ukrainien
Saint-Georges ukrainien de l'artiste AEC est une fresque allégorique, faisant référence à la légende de Saint Georges et le Dragon. La pièce porte un message politique contemporain, avec le dragon à deux têtes représentant la Russie à l'est et l'OTAN à l'ouest divisant l'Ukraine.